# Никитская Слобода
Никитская Слобода — село в Переславском районе Ярославской области России. Находится в пригородной зоне города Переславль-Залесского.

## География
Расположен в центральной части Восточно-Европейской равнины (в северо-восточной части Клинско-Дмитровской гряды), на восточном берегу Плещеева озера.

## История
Слобода упоминается в писцовой книге 1629—30 года. Принадлежала Никитскому монастырю. В 1764 году при секуляризации перешла в казну.

## Население
| 1859 | 1905 | 1926 | 2007 | 2010 |
| ---- | ---- | ---- | ---- | ---- |
| 235  | ↘201 | ↗354 | ↘248 | ↗251 |

## Инфраструктура
Личное подсобное хозяйство с зоной сельскохозяйственного использования, индивидуальная застройка усадебного типа.

## Транспорт
Остановка общественного транспорта «Никитский монастырь».